# 相撲司
相撲司（すもうのつかさ/すまうのつかさ）は、平安時代に相撲節会（毎年7月）にあわせて式部省（後に兵部省）に設置された臨時の機関及びその任にある者。左右に分かれており、後に長として左右の相撲司の上に親王が任じられる「（相撲司）別当」が設置された。
奈良時代には抜出司（ぬきでし）と呼ばれていた。毎年節会が行われる1ヶ月前の6月に中納言・参議・侍従級から複数選んで中務省が選任した。定員は三位から五位までのうちから左右併せて24名程度（左右それぞれ12名）が選出され、その指揮下に置かれた丞や大舎人、楽人らが付けられた。
当日は別当である親王以下、相撲司の面々が中務省の官人や前駆を務める近衛府・兵衛府の将兵とともに参加者である相撲人・楽人・舞人を衛門府の南門から宮中に置かれた儀場まで誘導するとともに、節会の前には相撲人ら参加者とともに乱声・入場行進・厭舞などのパフォーマンスを天皇の前で披露した。
また、相撲司別当は、最後の最手（優勝者）を決定する取組の終了時に儀場の庭中に立って最手の氏名を天皇に奏上する役目も果たした。